# Photodetector
Photodetector hay cảm biến quang, còn được gọi là photosensor, là cảm biến chuyển đổi photon của ánh sáng hoặc bức xạ điện từ thành tín hiệu điện .
Chúng phân biệt với cảm biến điện từ chuyển đổi sóng điện từ thành thành tín hiệu điện.
Photodetector hiện có thể chia ra ba loại.
- Photodetector bán dẫn có tiếp giáp p-n chuyển đổi các photon ánh sáng thành dòng điện. Các photon xâm nhập và bị hấp thụ tạo ra các cặp lỗ trống-điện tử trong vùng nghèo (depletion region). Photodiod, phototransistor và Cảm biến CCD là các ví dụ về cảm biến quang. Ngoài ra là pin mặt trời chuyển đổi một phần năng lượng ánh sáng hấp thụ thành năng lượng điện [4][5].
- Điện trở quang, photoresistor hay photocell, là linh kiện điện tử chế tạo bằng chất đặc biệt có điện trở thay đổi giảm theo ánh sáng chiếu vào.[6][7]
- Đèn nhân quang điện là đèn chân không thực hiện cảm biến photon thành dòng điện và nhân lên ở mức hàng trăm triệu lần, tức 160 dB.[8]

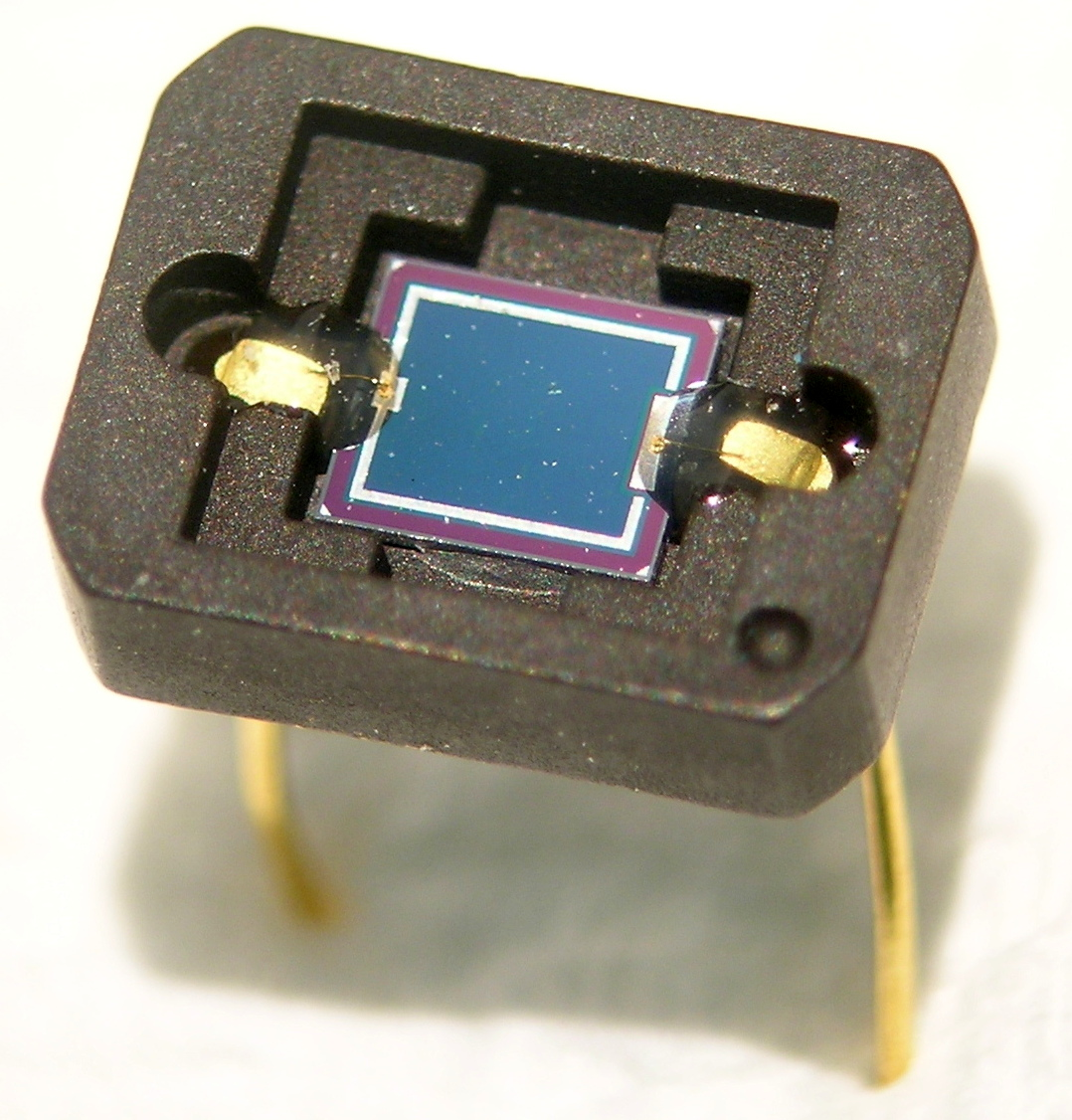
Photodiod
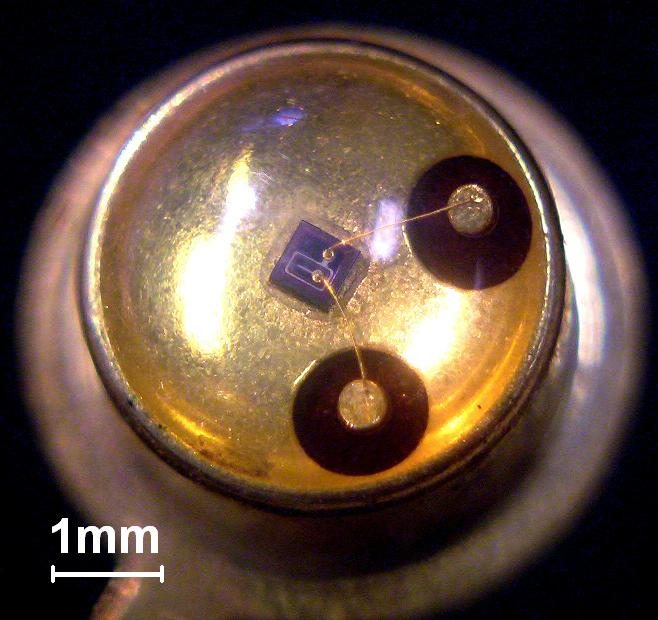
Phototransistor
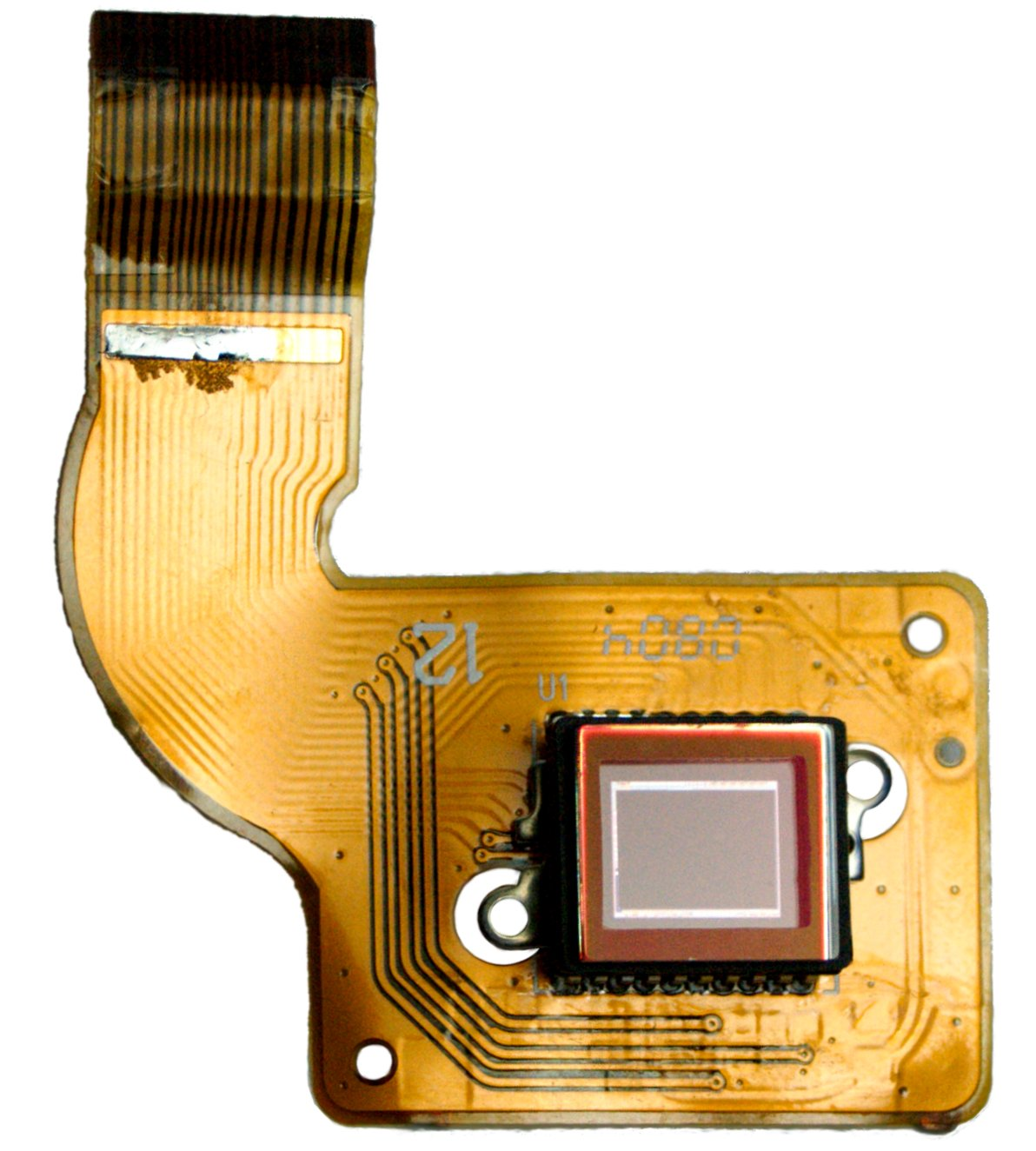
Cảm biến CCD
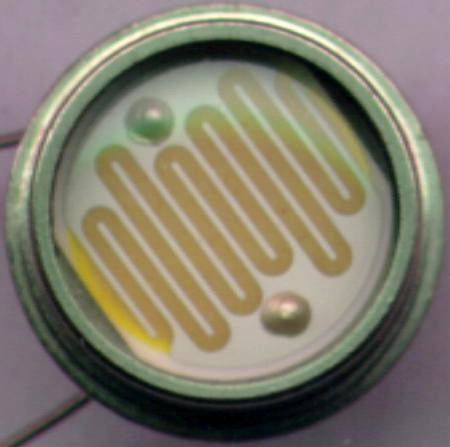
Điện trở quang
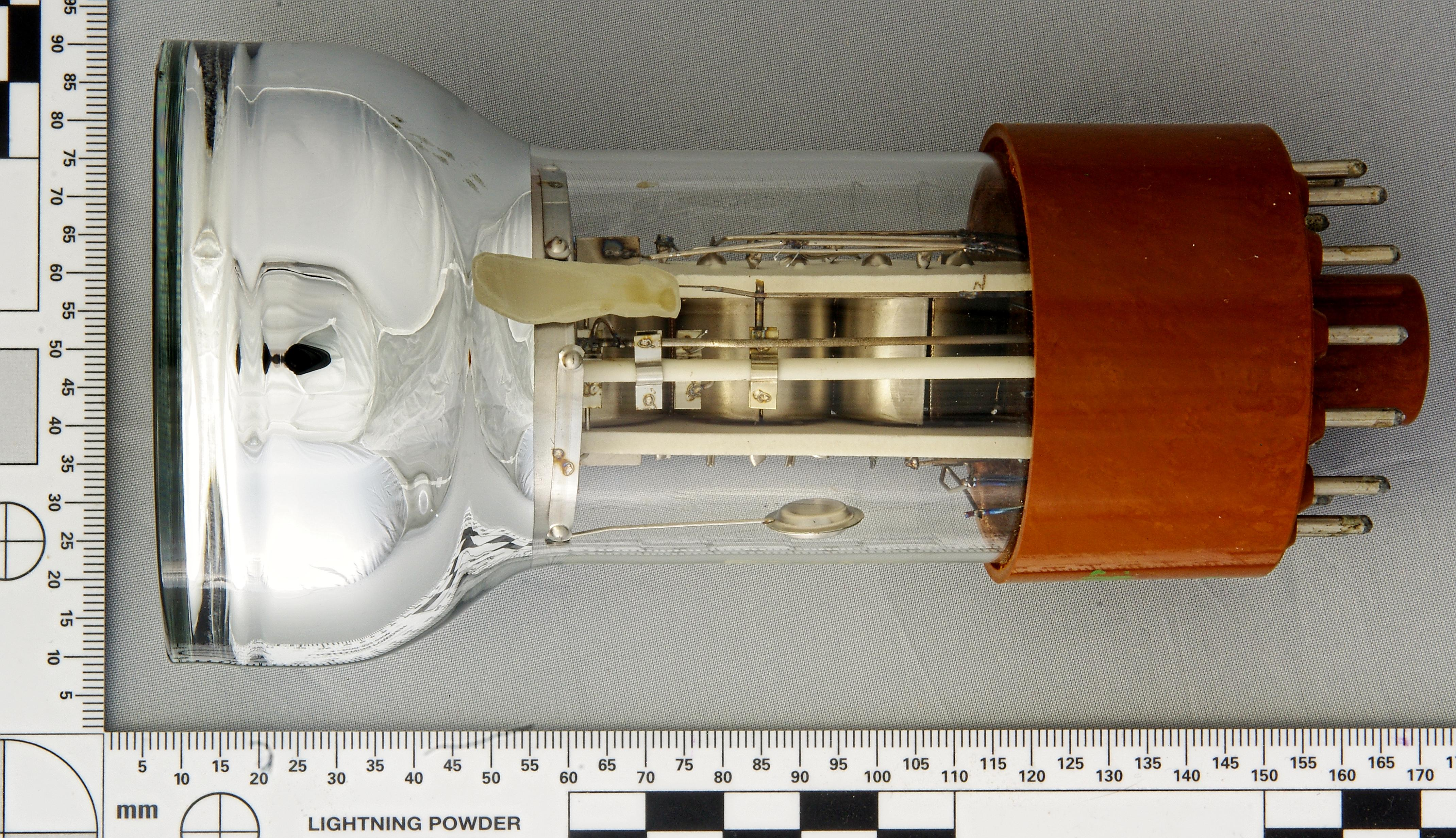
Nhân quang điện (PMT)